# Atletiek op de Olympische Zomerspelen 2016 – 400 meter horden vrouwen
De 400 meter horden vrouwen op de Olympische Zomerspelen 2016 in Rio de Janeiro vond plaats op 15 augustus (series), 16 augustus (halve finales) en 18 augustus 2016 (finale). Regerend kampioene Natalja Antjoech kon haar titel niet verdedigen vanwege de schorsing van de Russische atletiek.

## Records
Voorafgaand aan het toernooi waren dit het wereldrecord en het olympisch record.
| Wereldrecord     | Joelia Petsjonkina | 52,34 | Toela  | 8 augustus 2003  |
| Olympisch record | Melaine Walker     | 52,64 | Peking | 20 augustus 2008 |

## Uitslagen
De volgende afkortingen worden gebruikt:
- Q - Gekwalificeerd door eindplaats
- q - Gekwalificeerd door eindtijd
- PB Persoonlijke besttijd
- SB Beste seizoensprestatie van atlete

### Series
Kwalificatie: Top-3 van elke series (Q) plus de 6 tijdsnelsten (q) gaan door.

#### Serie 1
| Rang | Baan | Naam                  | Land             | Tijd  | Opm. |
| ---- | ---- | --------------------- | ---------------- | ----- | ---- |
| 1    | 7    | Ristananna Tracey     | Jamaica          | 54,88 | Q    |
| 2    | 4    | Zuzana Hejnová        | Tsjechië         | 55,54 | Q    |
| 3    | 1    | Ayomide Folorunso     | Italië           | 55,78 | Q    |
| 4    | 6    | Stina Troest          | Denemarken       | 56,06 | q    |
| 5    | 2    | Sydney McLaughlin     | Verenigde Staten | 56,32 | q    |
| 6    | 3    | Petra Fontanive       | Zwitserland      | 56,80 |      |
| 7    | 8    | Zurian Hechavarría    | Cuba             | 57,28 |      |
| 8    | 5    | Maureen Jelagat Maiyo | Kenia            | 57,97 |      |

#### Serie 2
| Rang | Baan | Naam                 | Land               | Tijd    | Opm. |
| ---- | ---- | -------------------- | ------------------ | ------- | ---- |
| 1    | 7    | Joanna Linkiewicz    | Polen              | 56,07   | Q    |
| 2    | 3    | Janieve Russel       | Jamaica            | 56,13   | Q    |
| 3    | 6    | Grace Claxton        | Puerto Rico        | 56,40   | Q    |
| 4    | 8    | Tia-Adana Belle      | Barbados           | 56,68   |      |
| 5    | 2    | Sparkle McKnight     | Trinidad en Tobago | 56,80   |      |
| 6    | 4    | Jackie Baumann       | Duitsland          | 59,04   |      |
| 7    | 5    | Drita Islami         | Macedonië          | 1.01,18 |      |
| 8    | 1    | Chanice Chase-Taylor | Canada             | 1.02,83 |      |

#### Serie 3
| Rang | Baan | Naam              | Land             | Tijd    | Opm. |
| ---- | ---- | ----------------- | ---------------- | ------- | ---- |
| 1    | 5    | Ashley Spencer    | Verenigde Staten | 55,12   | Q    |
| 2    | 7    | Leah Nugent       | Jamaica          | 55,66   | Q    |
| 2    | 6    | Viktoriya Tkachuk | Oekraïne         | 56,14   | Q    |
| 3    | 8    | Denisa Rosolova   | Tsjechië         | 56,36   | q    |
| 4    | 1    | Lea Sprunger      | Zwitserland      | 56,58   |      |
| 5    | 3    | Amalie Iuel       | Noorwegen        | 56,75   |      |
| 6    | 4    | Hayat Lambarki    | Marokko          | 1.00,83 |      |
| 7    | 2    | Lilit Harutyunyan | Armenië          | 1.03,13 |      |

#### Serie 4
| Rang | Baan | Naam                  | Land               | Tijd  | Opm. |
| ---- | ---- | --------------------- | ------------------ | ----- | ---- |
| 1    | 5    | Sara Petersen         | Denemarken         | 55,20 | Q    |
| 2    | 1    | Wenda Nel             | Zuid-Afrika        | 55,55 | Q    |
| 3    | 4    | Emilia Ankiewicz      | Polen              | 55,89 | Q    |
| 4    | 7    | Yadisleidy Pedroso    | Italië             | 55,91 | q    |
| 5    | 3    | Janeil Bellille       | Trinidad en Tobago | 56,25 | q    |
| 6    | 2    | Katsiaryna Belanovich | Wit-Rusland        | 56,55 |      |
| 7    | 8    | Axelle Dauwens        | België             | 57,68 |      |
| 8    | 6    | Ghfran Almouhamad     | Syrië              | 58,85 |      |

#### Serie 5
| Rang | Baan | Naam             | Land             | Tijd    | Opm. |
| ---- | ---- | ---------------- | ---------------- | ------- | ---- |
| 1    | 3    | Dalilah Muhammad | Verenigde Staten | 55,33   | Q    |
| 2    | 7    | Noelle Montcalm  | Canada           | 56,07   | Q    |
| 3    | 6    | Hanna Titimets   | Oekraïne         | 56,24   | Q    |
| 4    | 1    | Lauren Wells     | Australië        | 56,26   | q    |
| 5    | 2    | Phara Anacharsis | Frankrijk        | 56,64   |      |
| 6    | 4    | Vera Barbosa     | Portugal         | 57,28   |      |
| 7    | 5    | Thị Huyền Nguyễn | Vietnam          | 57,87   |      |
| 8    | 8    | Natalya Asanova  | Oezbekistan      | 1:02.37 |      |

#### Serie 6
| Rang | Baan | Naam                | Land             | Tijd  | Opm. |
| ---- | ---- | ------------------- | ---------------- | ----- | ---- |
| 1    | 6    | Eilidh Doyle        | Groot-Brittannië | 55,46 | Q    |
| 2    | 1    | Sage Watson         | Canada           | 55,93 | Q    |
| 3    | 3    | Olena Kolesnychenko | Oekraïne         | 56,61 | Q    |
| 4    | 2    | Amaka Ogoegbunam    | Nigeria          | 56,96 |      |
| 5    | 5    | Satomi Kubokura     | Japan            | 57,34 |      |
| 6    | 8    | Marzia Caravelli    | Italië           | 57,77 |      |
| 7    | 7    | Sharolyn Scott      | Costa Rica       | 58,27 |      |
| 8    | 4    | Aleksandra Romanova | Kazachstan       | 59,36 |      |

### Semifinals
Kwalificatie: Top-2 van elke series (Q) plus de 2 tijdsnelsten (q) gaan door.

#### Halve finale 1
| Rang | Baan | Naam                | Land             | Tijd  | Opm.  |
| ---- | ---- | ------------------- | ---------------- | ----- | ----- |
| 1    | 4    | Zuzana Hejnová      | Tsjechië         | 54,55 | Q, SB |
| 2    | 5    | Ristananna Tracey   | Jamaica          | 54,80 | Q     |
| 3    | 6    | Joanna Linkiewicz   | Polen            | 55,35 |       |
| 4    | 1    | Stina Troest        | Denemarken       | 56,00 | SB    |
| 5    | 2    | Sydney McLaughlin   | Verenigde Staten | 56,22 |       |
| 6    | 3    | Noelle Montcalm     | Canada           | 56,28 |       |
| 7    | 7    | Ayomide Folorunso   | Italië           | 56,37 |       |
| 8    | 8    | Olena Kolesnychenko | Oekraïne         | 56,77 |       |

#### Halve finale 2
| Rang | Baan | Naam               | Land             | Tijd  | Opm. |
| ---- | ---- | ------------------ | ---------------- | ----- | ---- |
| 1    | 5    | Ashley Spencer     | Verenigde Staten | 54,87 | Q    |
| 2    | 4    | Janieve Russel     | Jamaica          | 54,92 | Q    |
| 3    | 3    | Eilidh Doyle       | Groot-Brittannië | 54,99 | q    |
| 4    | 7    | Hanna Titimets     | Oekraïne         | 55,27 |      |
| 5    | 1    | Yadisleidy Pedroso | Italië           | 55,78 | SB   |
| 6    | 6    | Wenda Nel          | Zuid-Afrika      | 55,83 |      |
| 7    | 8    | Emilia Ankiewicz   | Polen            | 56,99 |      |
| 8    | 2    | Denisa Rosolová    | Tsjechië         | 57,39 |      |

#### Halve finale 3
| Rang | Baan | Naam              | Land               | Tijd  | Opm. |
| ---- | ---- | ----------------- | ------------------ | ----- | ---- |
| 1    | 3    | Dalilah Muhammad  | Verenigde Staten   | 53,89 | Q    |
| 2    | 5    | Sara Petersen     | Denemarken         | 54,55 | Q    |
| 3    | 6    | Leah Nugent       | Jamaica            | 54,98 | q, P |
| 4    | 4    | Sage Watson       | Canada             | 55,44 |      |
| 5    | 7    | Grace Claxton     | Puerto Rico        | 55,85 | PB   |
| 6    | 2    | Janeil Bellille   | Trinidad en Tobago | 56,06 | SB   |
| 7    | 1    | Lauren Wells      | Australië          | 56,83 |      |
| 8    | 8    | Viktoriya Tkachuk | Oekraïne           | 56,87 |      |

### Finale
| Rang   | Baan | Naam              | Land             | Tijd  | Opm. |
| ------ | ---- | ----------------- | ---------------- | ----- | ---- |
| Goud   | 3    | Dalilah Muhammad  | Verenigde Staten | 53,13 |      |
| Zilver | 4    | Sara Petersen     | Denemarken       | 53,55 | NR   |
| Brons  | 5    | Ashley Spencer    | Verenigde Staten | 53,72 | PB   |
| 4      | 6    | Zuzana Hejnová    | Tsjechië         | 53,92 | SB   |
| 5      | 7    | Ristananna Tracey | Jamaica          | 54,15 | PB   |
| 6      | 2    | Leah Nugent       | Jamaica          | 54,45 | PB   |
| 7      | 8    | Janieve Russel    | Jamaica          | 54,56 |      |
| 8      | 1    | Eilidh Doyle      | Groot-Brittannië | 54,61 |      |